# Costamezzana
Costamezzana ist eine Fraktion der italienischen Gemeinde (comune) Noceto in der Provinz Parma, Region Emilia-Romagna.

## Geografie
Costamezzana liegt etwa 18 Kilometer westlich von Parma am Pilgerweg der Via Francigena. 

## Geschichte
Die Burganlage Castello di Costamezzana wurde im 11. Jahrhundert errichtet.

## Sehenswürdigkeiten

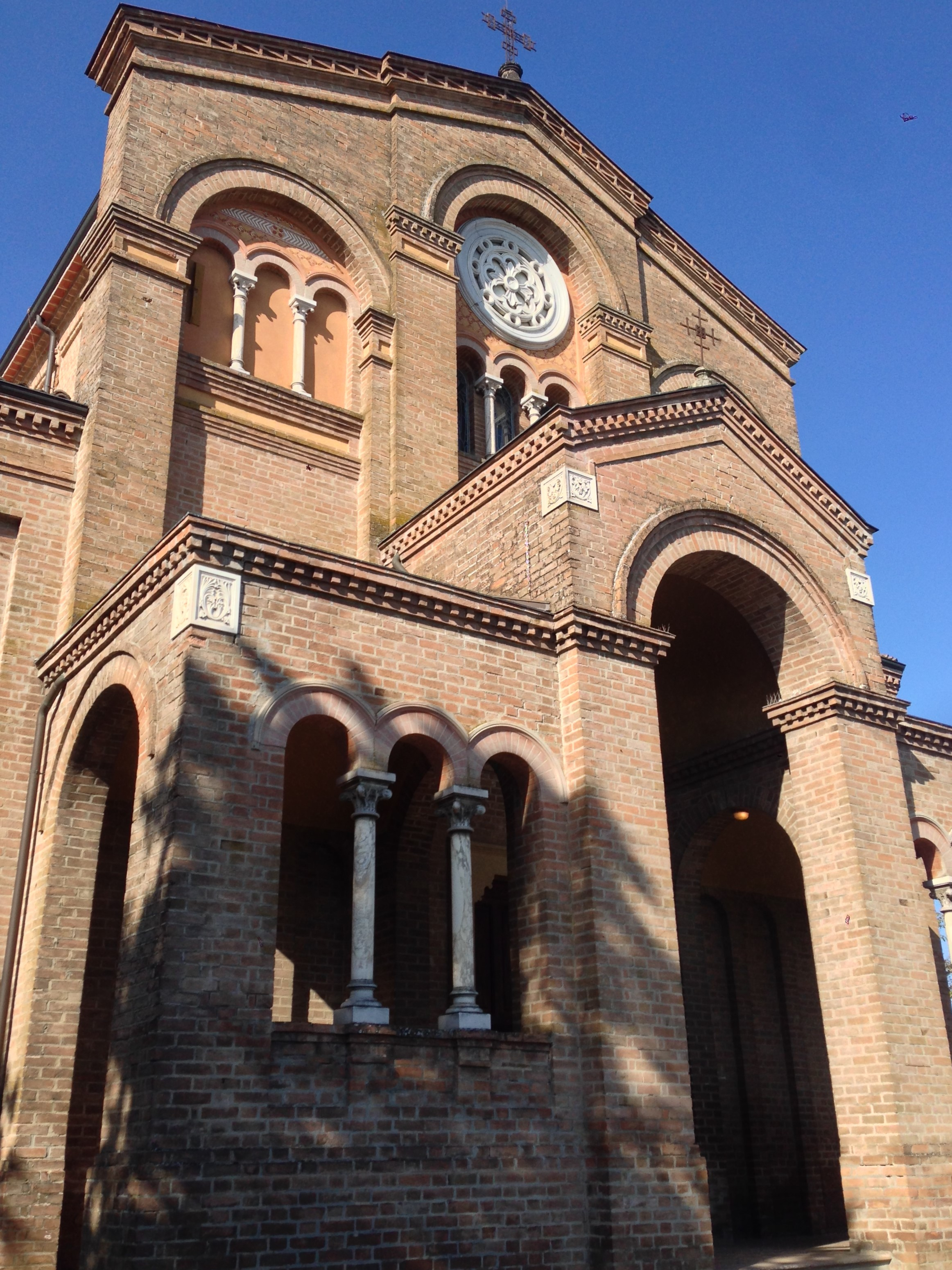
Kirche San Pietro Apostolo

- Burgruine von Costamezzana aus dem 11. Jahrhundert
- Peterskirche von 1909